# 動線
動線（どうせん）とは、通路上を人が自然に動く時に通ると思われる経路を線であらわしたもの。
建物の間取りを設計する際などには気をつけなければならない。設計の際に利用者の行動パターンを予測し、より明快に、事故を少なく、また移動距離が長くなりすぎないように平面計画を練る。設計において動線を特に考慮することを動線計画という。
なお、建物内や店内、街中などにおいて人を導く経路として「導線」と表記される場合もあるが、これは本来は電線（電気伝導体）を指す言葉であり、この意味でも動線が正確である。

## 動線計画
動線計画は、目的によって「なにを重視するか」が変わってくる。実際の設計で考慮される要素を以下に例解する。
交差
異なる動線が交わることである。たとえば病院などでは、動線の交差を極力なくすことが利便性の向上・事故や院内感染の防止・機密の保持などにつながる。また、百貨店で客の目の前をせわしなくスタッフが行き交ったり商品が頻繁に搬送されるようなことは避けるべきであるし、テーマパークで裏方が露出しては興醒めである。その一方で、学校や住宅などでは、敢えて利用者同士が対面しやすくする場を設けることでコミュニケーションを円滑にするなどの工夫もなされる。
長さ
利用者の移動する距離のことである。たとえば病棟であれば、看護スタッフの動線（看護動線という）の長さを短く設計することで、一日に何十何百室を歩いて訪れる負担を軽減したり、ベッドや大きな医療機器などの移動が頻繁となることが予測されるならば曲がり角を減らすなどの工夫がなされる。一方商店などでは、客が移動の過程で多くの商品の前を通り購買欲を起こすよう、動線を長くとることもある。
誘導
スーパーマーケットでは、入口からレジまでを一周するコースを設定して、そのコースをたどることで買物が完結するように誘導する。この動線に合わせて、コースの初めの方では軽い野菜などを配置し、コースの終わりの方では重い牛乳などを配置する。
明快さ
不特定多数が利用する場合には、初めて訪れても迷わず目的を達成できるように（サイン計画などとも合わせ）系統だった誘導を心がけるべきである。原広司設計の札幌ドームの動線は明快だと言われる。